# Elijah Childs
Elijah Childs (Raytown, 10 gennaio 1999) è un cestista statunitense.

## Carriera
Formato alla Raytown South High School e successivamente alla Lee's Summit West High School, accede alla Bradley University dove ha giocato per quattro stagioni nella NCAA con i Bradley Braves, dal 2017 al 2021.
Il 26 giugno 2021 firma per la Pallacanestro Trapani di Serie A2.
Nella stagione 2022-23 ha firmato per i Bakken Bears della Basketligaen, massima lega danese di basket.
Il 2 Luglio del 2024 firma per il Pistoia Basket 2000, salvo essere tagliato per scarso rendimento il 22 novembre.

## Palmarès
- Campionato danese: 1

Bakken Bears: 2022-23